# زیردریایی یو-۳۴۰
زیردریایی یو-۳۴۰ (به انگلیسی: German submarine U-340) یک زیردریایی بود که طول آن ۶۷٫۱ متر (۲۲۰ فوت ۲ اینچ) بود. این زیردریایی در سال ۱۹۴۲ ساخته شد.